# ويل كالهون
ويل كالهون (بالإنجليزية: Will Calhoun)‏ هو طبال أمريكي، ولد في 22 يوليو 1964 في بروكلين في الولايات المتحدة.

## وصلات خارجية
- الموقع الرسمي
- ويل كالهون على موقع ميوزك برينز (الإنجليزية)
- ويل كالهون على موقع أول ميوزيك (الإنجليزية)
- ويل كالهون على موقع ديسكوغز (الإنجليزية)